# Muraeninae
Muraeninae – podrodzina ryb promieniopłetwych z rodziny murenowatych (Muraenidae).

## Podział systematyczny
Do podrodziny należą następujące rodzaje:
- Diaphenchelys McCosker & Randall, 2007
- Echidna Forster, 1788
- Enchelycore Kaup, 1856
- Enchelynassa Kaup, 1855 – jedynym przedstawicielem jest Enchelynassa canina (Quoy & Gaimard, 1824)
- Gymnomuraena Lacépède, 1803 – jedynym przedstawicielem jest Gymnomuraena zebra (Shaw, 1797) – murena zebra
- Gymnothorax Bloch, 1795
- Monopenchelys Böhlke & McCosker, 1982 – jedynym przedstawicielem jest Monopenchelys acuta (Parr, 1930)
- Muraena Linnaeus, 1758
- Pseudechidna Bleeker, 1863 – jedynym przedstawicielem jest Pseudechidna brummeri (Bleeker, 1858)
- Rhinomuraena Garman, 1888 – jedynym przedstawicielem jest Rhinomuraena quaesita Garman, 1888 – murena wstążkowa
- Strophidon McClelland, 1844